# Volta Ciclista a Catalunya 2025
Volta Ciclista a Catalunya 2025 – 104. edycja wyścigu kolarskiego Volta Ciclista a Catalunya, która odbyła się w dniach od 24 do 30 marca 2025 na liczącej ponad 1095 kilometrów trasie składającej się z 7 etapów, biegnącej z miejscowości Sant Feliu de Guíxols do Barcelony. Impreza kategorii 2.UWT była częścią UCI World Tour 2025.

## Etapy
| Etap | Data   | Start – Meta                                  | type        | Dystans (km) | Suma wzniesień (m) | Zwycięzca etapu | Lider           |
| ---- | ------ | --------------------------------------------- | ----------- | ------------ | ------------------ | --------------- | --------------- |
| 1    | 24 mar | Sant Feliu de Guíxols – Sant Feliu de Guíxols | pagórkowaty | 178,3        | 2765 m             | Matthew Brennan | Matthew Brennan |
| 2    | 25 mar | Banyoles – Figueres                           | płaski      | 177,3        | 1790 m             | Ethan Vernon    | Matthew Brennan |
| 3    | 26 mar | Viladecans – La Molina                        | górski      | 218,6        | 5093 m             | Juan Ayuso      | Juan Ayuso      |
| 4    | 27 mar | Sant Vicenç de Castellet – Montserrat         | górski      | 188,7        | 3089 m             | Primož Roglič   | Primož Roglič   |
| 5    | 28 mar | Paüls – Amposta                               | płaski      | 172          | 1320 m             | Matthew Brennan | Juan Ayuso      |
| 6    | 29 mar | Berga – Berga                                 | płaski      | 72           | 1143 m             | Quinn Simmons   | Juan Ayuso      |
| 7    | 30 mar | Barcelona – Barcelona                         | pagórkowaty | 88,2         | 1901 m             | Primož Roglič   | Primož Roglič   |

## Uczestnicy

### Drużyny
| WorldTeams (18)- EF Education-EasyPost - Alpecin-Deceuninck - Arkéa-B&B Hotels - XDS Astana Team - Bahrain-Victorious - Cofidis - Decathlon AG2R La Mondiale Team - Groupama-FDJ - Ineos Grenadiers - Intermarché-Wanty - Movistar Team - Lidl-Trek - Red Bull-BORA-hansgrohe - Soudal Quick-Step - Team Picnic-PostNL - Team Jayco AlUla - Team Visma \| Lease a Bike - UAE Team Emirates XRG ProTeams (6)- Lotto - Israel-Premier Tech - Caja Rural-Seguros RGA - Equipo Kern Pharma - Burgos-Burpellet-BH - Euskaltel-Euskadi |
| |

### Lista startowa
| UAE Team Emirates XRG UAD                     | UAE Team Emirates XRG UAD | UAE Team Emirates XRG UAD |
| --------------------------------------------- | ------------------------- | ------------------------- |
| Nr                                            | Kolarz                    | Miejsce                   |
| 1                                             | Marc Soler (ESP)          | 26.                       |
| 2                                             | Adam Yates (GBR)          | 32.                       |
| 3                                             | Juan Ayuso (ESP)          | 2.                        |
| 4                                             | Pawieł Siwakow (FRA)      | DNF-7                     |
| 5                                             | Pablo Torres (ESP)        | 28.                       |
| 6                                             | Domen Novak (SLO) (szosa) | DNF-7                     |
| 7                                             | Julius Johansen (DEN)     | 116.                      |
| Dyrektor sportowy : Fabrizio Guidi, Tomás Gil |                           |                           |

| Team Visma \| Lease a Bike TVL               | Team Visma \| Lease a Bike TVL | Team Visma \| Lease a Bike TVL |
| -------------------------------------------- | ------------------------------ | ------------------------------ |
| Nr                                           | Kolarz                         | Miejsce                        |
| 11                                           | Sepp Kuss (USA)                | 23.                            |
| 12                                           | Wilco Kelderman (NED)          | 21.                            |
| 13                                           | Simon Yates (GBR)              | 9.                             |
| 14                                           | Bart Lemmen (NED)              | DNF-4                          |
| 15                                           | Matthew Brennan (GBR)          | DNS-6                          |
| 16                                           | Menno Huising (NED)            | 60.                            |
| 17                                           | Steven Kruijswijk (NED)        | DNF-7                          |
| Dyrektor sportowy : Frans Maassen, Marc Reef |                                |                                |

| Soudal Quick-Step SOQ                               | Soudal Quick-Step SOQ        | Soudal Quick-Step SOQ |
| --------------------------------------------------- | ---------------------------- | --------------------- |
| Nr                                                  | Kolarz                       | Miejsce               |
| 21                                                  | Mikel Landa (ESP)            | 4.                    |
| 22                                                  | Valentin Paret-Peintre (FRA) | DNF-4                 |
| 23                                                  | William Junior Lecerf (BEL)  | 14.                   |
| 24                                                  | Ethan Hayter (GBR) (szosa)   | 104.                  |
| 25                                                  | Gianmarco Garofoli (ITA)     | 44.                   |
| 26                                                  | James Knox (GBR)             | 50.                   |
| 27                                                  | Pieter Serry (BEL)           | 80.                   |
| Dyrektor sportowy : Geert Van Bondt, Klaas Lodewyck |                              |                       |

| Lidl-Trek LTK                                    | Lidl-Trek LTK                 | Lidl-Trek LTK |
| ------------------------------------------------ | ----------------------------- | ------------- |
| Nr                                               | Kolarz                        | Miejsce       |
| 31                                               | Quinn Simmons (USA)           | 67.           |
| 32                                               | Juan Pedro López (ESP)        | 15.           |
| 33                                               | Carlos Verona (ESP)           | 47.           |
| 34                                               | Sam Oomen (NED)               | 42.           |
| 35                                               | Tao Geoghegan Hart (GBR)      | DNS-2         |
| 36                                               | Lennard Kämna (GER)           | 64.           |
| 37                                               | Amanuel Ghebreigzabhier (ERI) | 57.           |
| Dyrektor sportowy : Maxime Monfort, Kim Andersen |                               |               |

| Red Bull-Bora-Hansgrohe RBH                    | Red Bull-Bora-Hansgrohe RBH   | Red Bull-Bora-Hansgrohe RBH |
| ---------------------------------------------- | ----------------------------- | --------------------------- |
| Nr                                             | Kolarz                        | Miejsce                     |
| 41                                             | Primož Roglič (SLO)           | 1.                          |
| 42                                             | Jan Tratnik (SLO)             | 90.                         |
| 43                                             | Giulio Pellizzari (ITA)       | 16.                         |
| 44                                             | Giovanni Aleotti (ITA)        | 36.                         |
| 45                                             | Frederik Wandahl (DEN)        | 68.                         |
| 46                                             | Alexander Hajek (AUT) (szosa) | 85.                         |
| 47                                             | Nico Denz (GER)               | 106.                        |
| Dyrektor sportowy : Patxi Vila, Shane Archbold |                               |                             |

| Decathlon-AG2R La Mondiale DAT                        | Decathlon-AG2R La Mondiale DAT | Decathlon-AG2R La Mondiale DAT |
| ----------------------------------------------------- | ------------------------------ | ------------------------------ |
| Nr                                                    | Kolarz                         | Miejsce                        |
| 51                                                    | Felix Gall (AUT)               | DNS-6                          |
| 52                                                    | Dorian Godon (FRA)             | 54.                            |
| 53                                                    | Andrea Vendrame (ITA)          | 73.                            |
| 54                                                    | Clément Berthet (FRA)          | 53.                            |
| 55                                                    | Bruno Armirail (FRA)           | 65.                            |
| 56                                                    | Johannes Staune-Mittet (NOR)   | 56.                            |
| 57                                                    | Geoffrey Bouchard (FRA)        | 46.                            |
| Dyrektor sportowy : Sébastien Joly, José Luis Arrieta |                                |                                |

| Ineos Grenadiers IGD                                | Ineos Grenadiers IGD      | Ineos Grenadiers IGD |
| --------------------------------------------------- | ------------------------- | -------------------- |
| Nr                                                  | Kolarz                    | Miejsce              |
| 61                                                  | Geraint Thomas (GBR)      | 45.                  |
| 62                                                  | Egan Bernal (COL) (szosa) | 7.                   |
| 63                                                  | Laurens De Plus (BEL)     | 6.                   |
| 64                                                  | Axel Laurance (FRA)       | 83.                  |
| 65                                                  | Michael Leonard (CAN)     | 103.                 |
| 66                                                  | Lucas Hamilton (AUS)      | 105.                 |
| 67                                                  | Omar Fraile (ESP)         | 84.                  |
| Dyrektor sportowy : Zakkari Dempster, Xabier Zandio |                           |                      |

| Alpecin-Deceuninck ADC                           | Alpecin-Deceuninck ADC  | Alpecin-Deceuninck ADC |
| ------------------------------------------------ | ----------------------- | ---------------------- |
| Nr                                               | Kolarz                  | Miejsce                |
| 71                                               | Kaden Groves (AUS)      | DNF-4                  |
| 72                                               | Quinten Hermans (BEL)   | DNS-4                  |
| 73                                               | Tibor Del Grosso (NED)  | DNS-7                  |
| 74                                               | Stan Van Tricht (BEL)   | DNF-3                  |
| 75                                               | Gal Glivar (SLO)        | DNS-4                  |
| 76                                               | Edward Planckaert (BEL) | 86.                    |
| 77                                               | Jimmy Janssens (BEL)    | DNF-7                  |
| Dyrektor sportowy : Gianni Meersman, Luuc Bugter |                         |                        |

| Groupama-FDJ GFC                                      | Groupama-FDJ GFC          | Groupama-FDJ GFC |
| ----------------------------------------------------- | ------------------------- | ---------------- |
| Nr                                                    | Kolarz                    | Miejsce          |
| 81                                                    | Rudy Molard (FRA)         | 74.              |
| 82                                                    | Brieuc Rolland (FRA)      | 34.              |
| 83                                                    | Rémy Rochas (FRA)         | DNF-7            |
| 84                                                    | Tom Donnenwirth (FRA)     | 118.             |
| 85                                                    | Clément Braz Afonso (FRA) | 39.              |
| 86                                                    | Enzo Paleni (FRA)         | 79.              |
| 87                                                    | Lorenzo Germani (ITA)     | 48.              |
| Dyrektor sportowy : Stéphane Goubert, Jussi Veikkanen |                           |                  |

| EF Education-EasyPost EFE                              | EF Education-EasyPost EFE     | EF Education-EasyPost EFE |
| ------------------------------------------------------ | ----------------------------- | ------------------------- |
| Nr                                                     | Kolarz                        | Miejsce                   |
| 91                                                     | Richard Carapaz (ECU)         | 10.                       |
| 92                                                     | Marijn van den Berg (NED)     | DNS-6                     |
| 93                                                     | Georg Steinhauser (GER)       | 55.                       |
| 94                                                     | Esteban Chaves (COL)          | 30.                       |
| 95                                                     | Darren Rafferty (IRL) (szosa) | 87.                       |
| 96                                                     | Hugh Carthy (GBR)             | DNF-4                     |
| 97                                                     | James Shaw (GBR)              | 82.                       |
| Dyrektor sportowy : Tejay van Garderen, Matti Breschel |                               |                           |

| Movistar Team MOV                                                  | Movistar Team MOV       | Movistar Team MOV |
| ------------------------------------------------------------------ | ----------------------- | ----------------- |
| Nr                                                                 | Kolarz                  | Miejsce           |
| 101                                                                | Enric Mas (ESP)         | 3.                |
| 102                                                                | Gregor Mühlberger (AUT) | 70.               |
| 103                                                                | Nairo Quintana (COL)    | 19.               |
| 104                                                                | William Barta (USA)     | DNF-7             |
| 105                                                                | Antonio Pedrero (ESP)   | 75.               |
| 106                                                                | Michel Heßmann (GER)    | 89.               |
| 107                                                                | Albert Torres (ESP)     | DNF-7             |
| Dyrektor sportowy : José Joaquín Rojas, José Vicente García Acosta |                         |                   |

| Team Jayco AlUla JAY                             | Team Jayco AlUla JAY          | Team Jayco AlUla JAY |
| ------------------------------------------------ | ----------------------------- | -------------------- |
| Nr                                               | Kolarz                        | Miejsce              |
| 111                                              | Ben O’Connor (AUS)            | 12.                  |
| 112                                              | Anders Foldager (DEN)         | 107.                 |
| 113                                              | Koen Bouwman (NED)            | 96.                  |
| 114                                              | Welay Berehe (ETH)            | DNF-4                |
| 115                                              | Alessandro De Marchi (ITA)    | 110.                 |
| 116                                              | Asbjørn Hellemose (DEN)       | 69.                  |
| 117                                              | Christopher Juul-Jensen (DEN) | 94.                  |
| Dyrektor sportowy : Steve Cummings, Rafael Valls |                               |                      |

| Intermarché-Wanty IWA                                   | Intermarché-Wanty IWA   | Intermarché-Wanty IWA |
| ------------------------------------------------------- | ----------------------- | --------------------- |
| Nr                                                      | Kolarz                  | Miejsce               |
| 121                                                     | Kamiel Bonneu (BEL)     | DNS-1                 |
| 122                                                     | Louis Meintjes (RSA)    | 40.                   |
| 123                                                     | Dion Smith (NZL)        | 66.                   |
| 124                                                     | Dries De Pooter (BEL)   | DNS-4                 |
| 125                                                     | Alexy Faure Prost (FRA) | 91.                   |
| 126                                                     | Kevin Colleoni (ITA)    | 98.                   |
| 127                                                     | Tom Paquot (BEL)        | DNF-7                 |
| Dyrektor sportowy : Steven De Neef, Sébastien Demarbaix |                         |                       |

| Team Picnic-PostNL TPP                                 | Team Picnic-PostNL TPP    | Team Picnic-PostNL TPP |
| ------------------------------------------------------ | ------------------------- | ---------------------- |
| Nr                                                     | Kolarz                    | Miejsce                |
| 131                                                    | Pavel Bittner (CZE)       | 93.                    |
| 132                                                    | Frank van den Broek (NED) | 77.                    |
| 133                                                    | Nils Eekhoff (NED)        | DNS-6                  |
| 134                                                    | Patrick Eddy (AUS)        | DNF-7                  |
| 135                                                    | Robbe Dhondt (BEL)        | 119.                   |
| 136                                                    | Timo Roosen (NED)         | DNF-7                  |
| 137                                                    | Romain Combaud (FRA)      | 112.                   |
| Dyrektor sportowy : Pim Ligthart, Christian Guiberteau |                           |                        |

| Bahrain Victorious TBV                                  | Bahrain Victorious TBV  | Bahrain Victorious TBV |
| ------------------------------------------------------- | ----------------------- | ---------------------- |
| Nr                                                      | Kolarz                  | Miejsce                |
| 141                                                     | Lenny Martinez (FRA)    | 5.                     |
| 142                                                     | Matevž Govekar (SLO)    | DNF-7                  |
| 143                                                     | Afonso Eulálio (POR)    | 61.                    |
| 144                                                     | Rainer Kepplinger (AUT) | DNF-3                  |
| 145                                                     | Finlay Pickering (GBR)  | DNS-4                  |
| 146                                                     | Fran Miholjević (CRO)   | 102.                   |
| 147                                                     | Nicolo Buratti (ITA)    | DNF-7                  |
| Dyrektor sportowy : Franco Pellizotti, Xavier Florencio |                         |                        |

| Arkéa-B&B Hotels ARK             | Arkéa-B&B Hotels ARK          | Arkéa-B&B Hotels ARK |
| -------------------------------- | ----------------------------- | -------------------- |
| Nr                               | Kolarz                        | Miejsce              |
| 151                              | Cristián Rodríguez (ESP)      | 24.                  |
| 152                              | Michel Ries (LUX)             | 33.                  |
| 153                              | Embret Svestad-Bårdseng (NOR) | 35.                  |
| 154                              | Louis Rouland (FRA)           | 109.                 |
| 155                              | Victor Guernalec (FRA)        | 99.                  |
| 156                              | Élie Gesbert (FRA)            | DNF-3                |
| 157                              | Laurens Huys (BEL)            | DNF-3                |
| Dyrektor sportowy : Roger Tréhin |                               |                      |

| Cofidis COF                                                | Cofidis COF                 | Cofidis COF |
| ---------------------------------------------------------- | --------------------------- | ----------- |
| Nr                                                         | Kolarz                      | Miejsce     |
| 161                                                        | Stanisław Aniołkowski (POL) | DNS-4       |
| 162                                                        | Sylvain Moniquet (BEL)      | 108.        |
| 163                                                        | Emanuel Buchmann (GER)      | 22.         |
| 164                                                        | Jesús Herrada (ESP)         | 72.         |
| 165                                                        | Jonathan Lastra (ESP)       | DNF-7       |
| 166                                                        | Nolann Mahoudo (FRA)        | DNF-2       |
| 167                                                        | Hugo Toumire (FRA)          | 120.        |
| Dyrektor sportowy : Gorka Gerrikagoitia, Yvonnick Bolgiani |                             |             |

| XDS Astana Team XAT                                   | XDS Astana Team XAT           | XDS Astana Team XAT |
| ----------------------------------------------------- | ----------------------------- | ------------------- |
| Nr                                                    | Kolarz                        | Miejsce             |
| 171                                                   | Lorenzo Fortunato (ITA)       | 20.                 |
| 172                                                   | Henok Mulubrhan (ERI) (szosa) | 88.                 |
| 173                                                   | Wout Poels (NED)              | 18.                 |
| 174                                                   | Harold Martín López (ECU)     | 13.                 |
| 175                                                   | Darren van Bekkum (NED)       | 52.                 |
| 176                                                   | Su Haoyu (CHN)                | DNF-3               |
| 177                                                   | Ide Schelling (NED)           | DNS-7               |
| Dyrektor sportowy : Dmitrij Fofonow, Bruno Cenghialta |                               |                     |

| Lotto LOT                                     | Lotto LOT                 | Lotto LOT |
| --------------------------------------------- | ------------------------- | --------- |
| Nr                                            | Kolarz                    | Miejsce   |
| 181                                           | Lennert Van Eetvelt (BEL) | 8.        |
| 182                                           | Logan Currie (NZL)        | 76.       |
| 183                                           | Eduardo Sepúlveda (ARG)   | 51.       |
| 184                                           | Reuben Thompson (NZL)     | 41.       |
| 185                                           | Henri Vandenabeele (BEL)  | DNF-3     |
| 186                                           | Jonas Gregaard (DEN)      | 113.      |
| 187                                           | Jarrad Drizners (AUS)     | DNF-7     |
| Dyrektor sportowy : Mario Aerts, Marc Wauters |                           |           |

| Israel-Premier Tech IPT                                | Israel-Premier Tech IPT  | Israel-Premier Tech IPT |
| ------------------------------------------------------ | ------------------------ | ----------------------- |
| Nr                                                     | Kolarz                   | Miejsce                 |
| 191                                                    | Corbin Strong (NZL)      | 49.                     |
| 192                                                    | Matthew Riccitello (USA) | 11.                     |
| 193                                                    | George Bennett (NZL)     | 25.                     |
| 194                                                    | Ethan Vernon (GBR)       | 92.                     |
| 195                                                    | Nick Schultz (AUS)       | 100.                    |
| 196                                                    | Itamar Einhorn (ISR)     | DNF-7                   |
| 197                                                    | Simon Clarke (AUS)       | DNS-2                   |
| Dyrektor sportowy : Óscar Guerrero, Alexander Cataford |                          |                         |

| Caja Rural-Seguros RGA CJR                            | Caja Rural-Seguros RGA CJR | Caja Rural-Seguros RGA CJR |
| ----------------------------------------------------- | -------------------------- | -------------------------- |
| Nr                                                    | Kolarz                     | Miejsce                    |
| 201                                                   | Alex Molenaar (NED)        | 81.                        |
| 202                                                   | Jaume Guardeño (ESP)       | 31.                        |
| 203                                                   | Abel Balderstone (ESP)     | 101.                       |
| 204                                                   | Daniel Babor (CZE)         | DNF-7                      |
| 205                                                   | Sebastian Berwick (AUS)    | DNF-7                      |
| 206                                                   | Calum Johnston (GBR)       | 111.                       |
| 207                                                   | Jan Castellon (ESP)        | 121.                       |
| Dyrektor sportowy : Aritz Bagües, Juan Carlos Vázquez |                            |                            |

| Equipo Kern Pharma EKP                   | Equipo Kern Pharma EKP | Equipo Kern Pharma EKP |
| ---------------------------------------- | ---------------------- | ---------------------- |
| Nr                                       | Kolarz                 | Miejsce                |
| 211                                      | Pau Miquel (ESP)       | 59.                    |
| 212                                      | Urko Berrade (ESP)     | 78.                    |
| 213                                      | José Félix Parra (ESP) | 63.                    |
| 214                                      | Mats Wenzel (LUX)      | 95.                    |
| 215                                      | Iván Sosa (COL)        | 43.                    |
| 216                                      | Iván Cobo (ESP)        | 58.                    |
| 217                                      | Diego Uriarte (ESP)    | 115.                   |
| Dyrektor sportowy : Carlos Antón Jiménez |                        |                        |

| Burgos-Burpellet-BH BBH                      | Burgos-Burpellet-BH BBH             | Burgos-Burpellet-BH BBH |
| -------------------------------------------- | ----------------------------------- | ----------------------- |
| Nr                                           | Kolarz                              | Miejsce                 |
| 221                                          | José Luis Faura (ESP)               | DNF-1                   |
| 222                                          | Eric Fagundez (URU)                 | 37.                     |
| 223                                          | José Manuel Díaz (ESP)              | 17.                     |
| 224                                          | Sergio Geovani Chumil (GUA) (szosa) | 38.                     |
| 225                                          | Mario Aparicio (ESP)                | 29.                     |
| 226                                          | Josh Burnett (NZL)                  | 71.                     |
| 227                                          | Carlos García Pierna (ESP)          | 27.                     |
| Dyrektor sportowy : Damien Garcia, Jetse Bol |                                     |                         |

| Euskaltel-Euskadi EUS                         | Euskaltel-Euskadi EUS    | Euskaltel-Euskadi EUS |
| --------------------------------------------- | ------------------------ | --------------------- |
| Nr                                            | Kolarz                   | Miejsce               |
| 231                                           | Jon Aberasturi (ESP)     | DNS-6                 |
| 232                                           | Márton Dina (HUN)        | 114.                  |
| 233                                           | Mikel Bizkarra (ESP)     | 62.                   |
| 234                                           | Jokin Murguialday (ESP)  | 122.                  |
| 235                                           | Jon Agirre (ESP)         | DNF-1                 |
| 236                                           | Danny van der Tuuk (POL) | 117.                  |
| 237                                           | Nicolás Alustiza (ESP)   | 97.                   |
| Dyrektor sportowy : Rubén Pérez, Jorge Azanza |                          |                       |

| UAE Team Emirates XRG UAD                     | UAE Team Emirates XRG UAD | UAE Team Emirates XRG UAD |
| --------------------------------------------- | ------------------------- | ------------------------- |
| Nr                                            | Kolarz                    | Miejsce                   |
| 1                                             | Marc Soler (ESP)          | 26.                       |
| 2                                             | Adam Yates (GBR)          | 32.                       |
| 3                                             | Juan Ayuso (ESP)          | 2.                        |
| 4                                             | Pawieł Siwakow (FRA)      | DNF-7                     |
| 5                                             | Pablo Torres (ESP)        | 28.                       |
| 6                                             | Domen Novak (SLO) (szosa) | DNF-7                     |
| 7                                             | Julius Johansen (DEN)     | 116.                      |
| Dyrektor sportowy : Fabrizio Guidi, Tomás Gil |                           |                           |

| Team Visma \| Lease a Bike TVL               | Team Visma \| Lease a Bike TVL | Team Visma \| Lease a Bike TVL |
| -------------------------------------------- | ------------------------------ | ------------------------------ |
| Nr                                           | Kolarz                         | Miejsce                        |
| 11                                           | Sepp Kuss (USA)                | 23.                            |
| 12                                           | Wilco Kelderman (NED)          | 21.                            |
| 13                                           | Simon Yates (GBR)              | 9.                             |
| 14                                           | Bart Lemmen (NED)              | DNF-4                          |
| 15                                           | Matthew Brennan (GBR)          | DNS-6                          |
| 16                                           | Menno Huising (NED)            | 60.                            |
| 17                                           | Steven Kruijswijk (NED)        | DNF-7                          |
| Dyrektor sportowy : Frans Maassen, Marc Reef |                                |                                |

| Soudal Quick-Step SOQ                               | Soudal Quick-Step SOQ        | Soudal Quick-Step SOQ |
| --------------------------------------------------- | ---------------------------- | --------------------- |
| Nr                                                  | Kolarz                       | Miejsce               |
| 21                                                  | Mikel Landa (ESP)            | 4.                    |
| 22                                                  | Valentin Paret-Peintre (FRA) | DNF-4                 |
| 23                                                  | William Junior Lecerf (BEL)  | 14.                   |
| 24                                                  | Ethan Hayter (GBR) (szosa)   | 104.                  |
| 25                                                  | Gianmarco Garofoli (ITA)     | 44.                   |
| 26                                                  | James Knox (GBR)             | 50.                   |
| 27                                                  | Pieter Serry (BEL)           | 80.                   |
| Dyrektor sportowy : Geert Van Bondt, Klaas Lodewyck |                              |                       |

| Lidl-Trek LTK                                    | Lidl-Trek LTK                 | Lidl-Trek LTK |
| ------------------------------------------------ | ----------------------------- | ------------- |
| Nr                                               | Kolarz                        | Miejsce       |
| 31                                               | Quinn Simmons (USA)           | 67.           |
| 32                                               | Juan Pedro López (ESP)        | 15.           |
| 33                                               | Carlos Verona (ESP)           | 47.           |
| 34                                               | Sam Oomen (NED)               | 42.           |
| 35                                               | Tao Geoghegan Hart (GBR)      | DNS-2         |
| 36                                               | Lennard Kämna (GER)           | 64.           |
| 37                                               | Amanuel Ghebreigzabhier (ERI) | 57.           |
| Dyrektor sportowy : Maxime Monfort, Kim Andersen |                               |               |

| Red Bull-Bora-Hansgrohe RBH                    | Red Bull-Bora-Hansgrohe RBH   | Red Bull-Bora-Hansgrohe RBH |
| ---------------------------------------------- | ----------------------------- | --------------------------- |
| Nr                                             | Kolarz                        | Miejsce                     |
| 41                                             | Primož Roglič (SLO)           | 1.                          |
| 42                                             | Jan Tratnik (SLO)             | 90.                         |
| 43                                             | Giulio Pellizzari (ITA)       | 16.                         |
| 44                                             | Giovanni Aleotti (ITA)        | 36.                         |
| 45                                             | Frederik Wandahl (DEN)        | 68.                         |
| 46                                             | Alexander Hajek (AUT) (szosa) | 85.                         |
| 47                                             | Nico Denz (GER)               | 106.                        |
| Dyrektor sportowy : Patxi Vila, Shane Archbold |                               |                             |

| Decathlon-AG2R La Mondiale DAT                        | Decathlon-AG2R La Mondiale DAT | Decathlon-AG2R La Mondiale DAT |
| ----------------------------------------------------- | ------------------------------ | ------------------------------ |
| Nr                                                    | Kolarz                         | Miejsce                        |
| 51                                                    | Felix Gall (AUT)               | DNS-6                          |
| 52                                                    | Dorian Godon (FRA)             | 54.                            |
| 53                                                    | Andrea Vendrame (ITA)          | 73.                            |
| 54                                                    | Clément Berthet (FRA)          | 53.                            |
| 55                                                    | Bruno Armirail (FRA)           | 65.                            |
| 56                                                    | Johannes Staune-Mittet (NOR)   | 56.                            |
| 57                                                    | Geoffrey Bouchard (FRA)        | 46.                            |
| Dyrektor sportowy : Sébastien Joly, José Luis Arrieta |                                |                                |

| Ineos Grenadiers IGD                                | Ineos Grenadiers IGD      | Ineos Grenadiers IGD |
| --------------------------------------------------- | ------------------------- | -------------------- |
| Nr                                                  | Kolarz                    | Miejsce              |
| 61                                                  | Geraint Thomas (GBR)      | 45.                  |
| 62                                                  | Egan Bernal (COL) (szosa) | 7.                   |
| 63                                                  | Laurens De Plus (BEL)     | 6.                   |
| 64                                                  | Axel Laurance (FRA)       | 83.                  |
| 65                                                  | Michael Leonard (CAN)     | 103.                 |
| 66                                                  | Lucas Hamilton (AUS)      | 105.                 |
| 67                                                  | Omar Fraile (ESP)         | 84.                  |
| Dyrektor sportowy : Zakkari Dempster, Xabier Zandio |                           |                      |

| Alpecin-Deceuninck ADC                           | Alpecin-Deceuninck ADC  | Alpecin-Deceuninck ADC |
| ------------------------------------------------ | ----------------------- | ---------------------- |
| Nr                                               | Kolarz                  | Miejsce                |
| 71                                               | Kaden Groves (AUS)      | DNF-4                  |
| 72                                               | Quinten Hermans (BEL)   | DNS-4                  |
| 73                                               | Tibor Del Grosso (NED)  | DNS-7                  |
| 74                                               | Stan Van Tricht (BEL)   | DNF-3                  |
| 75                                               | Gal Glivar (SLO)        | DNS-4                  |
| 76                                               | Edward Planckaert (BEL) | 86.                    |
| 77                                               | Jimmy Janssens (BEL)    | DNF-7                  |
| Dyrektor sportowy : Gianni Meersman, Luuc Bugter |                         |                        |

| Groupama-FDJ GFC                                      | Groupama-FDJ GFC          | Groupama-FDJ GFC |
| ----------------------------------------------------- | ------------------------- | ---------------- |
| Nr                                                    | Kolarz                    | Miejsce          |
| 81                                                    | Rudy Molard (FRA)         | 74.              |
| 82                                                    | Brieuc Rolland (FRA)      | 34.              |
| 83                                                    | Rémy Rochas (FRA)         | DNF-7            |
| 84                                                    | Tom Donnenwirth (FRA)     | 118.             |
| 85                                                    | Clément Braz Afonso (FRA) | 39.              |
| 86                                                    | Enzo Paleni (FRA)         | 79.              |
| 87                                                    | Lorenzo Germani (ITA)     | 48.              |
| Dyrektor sportowy : Stéphane Goubert, Jussi Veikkanen |                           |                  |

| EF Education-EasyPost EFE                              | EF Education-EasyPost EFE     | EF Education-EasyPost EFE |
| ------------------------------------------------------ | ----------------------------- | ------------------------- |
| Nr                                                     | Kolarz                        | Miejsce                   |
| 91                                                     | Richard Carapaz (ECU)         | 10.                       |
| 92                                                     | Marijn van den Berg (NED)     | DNS-6                     |
| 93                                                     | Georg Steinhauser (GER)       | 55.                       |
| 94                                                     | Esteban Chaves (COL)          | 30.                       |
| 95                                                     | Darren Rafferty (IRL) (szosa) | 87.                       |
| 96                                                     | Hugh Carthy (GBR)             | DNF-4                     |
| 97                                                     | James Shaw (GBR)              | 82.                       |
| Dyrektor sportowy : Tejay van Garderen, Matti Breschel |                               |                           |

| Movistar Team MOV                                                  | Movistar Team MOV       | Movistar Team MOV |
| ------------------------------------------------------------------ | ----------------------- | ----------------- |
| Nr                                                                 | Kolarz                  | Miejsce           |
| 101                                                                | Enric Mas (ESP)         | 3.                |
| 102                                                                | Gregor Mühlberger (AUT) | 70.               |
| 103                                                                | Nairo Quintana (COL)    | 19.               |
| 104                                                                | William Barta (USA)     | DNF-7             |
| 105                                                                | Antonio Pedrero (ESP)   | 75.               |
| 106                                                                | Michel Heßmann (GER)    | 89.               |
| 107                                                                | Albert Torres (ESP)     | DNF-7             |
| Dyrektor sportowy : José Joaquín Rojas, José Vicente García Acosta |                         |                   |

| Team Jayco AlUla JAY                             | Team Jayco AlUla JAY          | Team Jayco AlUla JAY |
| ------------------------------------------------ | ----------------------------- | -------------------- |
| Nr                                               | Kolarz                        | Miejsce              |
| 111                                              | Ben O’Connor (AUS)            | 12.                  |
| 112                                              | Anders Foldager (DEN)         | 107.                 |
| 113                                              | Koen Bouwman (NED)            | 96.                  |
| 114                                              | Welay Berehe (ETH)            | DNF-4                |
| 115                                              | Alessandro De Marchi (ITA)    | 110.                 |
| 116                                              | Asbjørn Hellemose (DEN)       | 69.                  |
| 117                                              | Christopher Juul-Jensen (DEN) | 94.                  |
| Dyrektor sportowy : Steve Cummings, Rafael Valls |                               |                      |

| Intermarché-Wanty IWA                                   | Intermarché-Wanty IWA   | Intermarché-Wanty IWA |
| ------------------------------------------------------- | ----------------------- | --------------------- |
| Nr                                                      | Kolarz                  | Miejsce               |
| 121                                                     | Kamiel Bonneu (BEL)     | DNS-1                 |
| 122                                                     | Louis Meintjes (RSA)    | 40.                   |
| 123                                                     | Dion Smith (NZL)        | 66.                   |
| 124                                                     | Dries De Pooter (BEL)   | DNS-4                 |
| 125                                                     | Alexy Faure Prost (FRA) | 91.                   |
| 126                                                     | Kevin Colleoni (ITA)    | 98.                   |
| 127                                                     | Tom Paquot (BEL)        | DNF-7                 |
| Dyrektor sportowy : Steven De Neef, Sébastien Demarbaix |                         |                       |

| Team Picnic-PostNL TPP                                 | Team Picnic-PostNL TPP    | Team Picnic-PostNL TPP |
| ------------------------------------------------------ | ------------------------- | ---------------------- |
| Nr                                                     | Kolarz                    | Miejsce                |
| 131                                                    | Pavel Bittner (CZE)       | 93.                    |
| 132                                                    | Frank van den Broek (NED) | 77.                    |
| 133                                                    | Nils Eekhoff (NED)        | DNS-6                  |
| 134                                                    | Patrick Eddy (AUS)        | DNF-7                  |
| 135                                                    | Robbe Dhondt (BEL)        | 119.                   |
| 136                                                    | Timo Roosen (NED)         | DNF-7                  |
| 137                                                    | Romain Combaud (FRA)      | 112.                   |
| Dyrektor sportowy : Pim Ligthart, Christian Guiberteau |                           |                        |

| Bahrain Victorious TBV                                  | Bahrain Victorious TBV  | Bahrain Victorious TBV |
| ------------------------------------------------------- | ----------------------- | ---------------------- |
| Nr                                                      | Kolarz                  | Miejsce                |
| 141                                                     | Lenny Martinez (FRA)    | 5.                     |
| 142                                                     | Matevž Govekar (SLO)    | DNF-7                  |
| 143                                                     | Afonso Eulálio (POR)    | 61.                    |
| 144                                                     | Rainer Kepplinger (AUT) | DNF-3                  |
| 145                                                     | Finlay Pickering (GBR)  | DNS-4                  |
| 146                                                     | Fran Miholjević (CRO)   | 102.                   |
| 147                                                     | Nicolo Buratti (ITA)    | DNF-7                  |
| Dyrektor sportowy : Franco Pellizotti, Xavier Florencio |                         |                        |

| Arkéa-B&B Hotels ARK             | Arkéa-B&B Hotels ARK          | Arkéa-B&B Hotels ARK |
| -------------------------------- | ----------------------------- | -------------------- |
| Nr                               | Kolarz                        | Miejsce              |
| 151                              | Cristián Rodríguez (ESP)      | 24.                  |
| 152                              | Michel Ries (LUX)             | 33.                  |
| 153                              | Embret Svestad-Bårdseng (NOR) | 35.                  |
| 154                              | Louis Rouland (FRA)           | 109.                 |
| 155                              | Victor Guernalec (FRA)        | 99.                  |
| 156                              | Élie Gesbert (FRA)            | DNF-3                |
| 157                              | Laurens Huys (BEL)            | DNF-3                |
| Dyrektor sportowy : Roger Tréhin |                               |                      |

| Cofidis COF                                                | Cofidis COF                 | Cofidis COF |
| ---------------------------------------------------------- | --------------------------- | ----------- |
| Nr                                                         | Kolarz                      | Miejsce     |
| 161                                                        | Stanisław Aniołkowski (POL) | DNS-4       |
| 162                                                        | Sylvain Moniquet (BEL)      | 108.        |
| 163                                                        | Emanuel Buchmann (GER)      | 22.         |
| 164                                                        | Jesús Herrada (ESP)         | 72.         |
| 165                                                        | Jonathan Lastra (ESP)       | DNF-7       |
| 166                                                        | Nolann Mahoudo (FRA)        | DNF-2       |
| 167                                                        | Hugo Toumire (FRA)          | 120.        |
| Dyrektor sportowy : Gorka Gerrikagoitia, Yvonnick Bolgiani |                             |             |

| XDS Astana Team XAT                                   | XDS Astana Team XAT           | XDS Astana Team XAT |
| ----------------------------------------------------- | ----------------------------- | ------------------- |
| Nr                                                    | Kolarz                        | Miejsce             |
| 171                                                   | Lorenzo Fortunato (ITA)       | 20.                 |
| 172                                                   | Henok Mulubrhan (ERI) (szosa) | 88.                 |
| 173                                                   | Wout Poels (NED)              | 18.                 |
| 174                                                   | Harold Martín López (ECU)     | 13.                 |
| 175                                                   | Darren van Bekkum (NED)       | 52.                 |
| 176                                                   | Su Haoyu (CHN)                | DNF-3               |
| 177                                                   | Ide Schelling (NED)           | DNS-7               |
| Dyrektor sportowy : Dmitrij Fofonow, Bruno Cenghialta |                               |                     |

| Lotto LOT                                     | Lotto LOT                 | Lotto LOT |
| --------------------------------------------- | ------------------------- | --------- |
| Nr                                            | Kolarz                    | Miejsce   |
| 181                                           | Lennert Van Eetvelt (BEL) | 8.        |
| 182                                           | Logan Currie (NZL)        | 76.       |
| 183                                           | Eduardo Sepúlveda (ARG)   | 51.       |
| 184                                           | Reuben Thompson (NZL)     | 41.       |
| 185                                           | Henri Vandenabeele (BEL)  | DNF-3     |
| 186                                           | Jonas Gregaard (DEN)      | 113.      |
| 187                                           | Jarrad Drizners (AUS)     | DNF-7     |
| Dyrektor sportowy : Mario Aerts, Marc Wauters |                           |           |

| Israel-Premier Tech IPT                                | Israel-Premier Tech IPT  | Israel-Premier Tech IPT |
| ------------------------------------------------------ | ------------------------ | ----------------------- |
| Nr                                                     | Kolarz                   | Miejsce                 |
| 191                                                    | Corbin Strong (NZL)      | 49.                     |
| 192                                                    | Matthew Riccitello (USA) | 11.                     |
| 193                                                    | George Bennett (NZL)     | 25.                     |
| 194                                                    | Ethan Vernon (GBR)       | 92.                     |
| 195                                                    | Nick Schultz (AUS)       | 100.                    |
| 196                                                    | Itamar Einhorn (ISR)     | DNF-7                   |
| 197                                                    | Simon Clarke (AUS)       | DNS-2                   |
| Dyrektor sportowy : Óscar Guerrero, Alexander Cataford |                          |                         |

| Caja Rural-Seguros RGA CJR                            | Caja Rural-Seguros RGA CJR | Caja Rural-Seguros RGA CJR |
| ----------------------------------------------------- | -------------------------- | -------------------------- |
| Nr                                                    | Kolarz                     | Miejsce                    |
| 201                                                   | Alex Molenaar (NED)        | 81.                        |
| 202                                                   | Jaume Guardeño (ESP)       | 31.                        |
| 203                                                   | Abel Balderstone (ESP)     | 101.                       |
| 204                                                   | Daniel Babor (CZE)         | DNF-7                      |
| 205                                                   | Sebastian Berwick (AUS)    | DNF-7                      |
| 206                                                   | Calum Johnston (GBR)       | 111.                       |
| 207                                                   | Jan Castellon (ESP)        | 121.                       |
| Dyrektor sportowy : Aritz Bagües, Juan Carlos Vázquez |                            |                            |

| Equipo Kern Pharma EKP                   | Equipo Kern Pharma EKP | Equipo Kern Pharma EKP |
| ---------------------------------------- | ---------------------- | ---------------------- |
| Nr                                       | Kolarz                 | Miejsce                |
| 211                                      | Pau Miquel (ESP)       | 59.                    |
| 212                                      | Urko Berrade (ESP)     | 78.                    |
| 213                                      | José Félix Parra (ESP) | 63.                    |
| 214                                      | Mats Wenzel (LUX)      | 95.                    |
| 215                                      | Iván Sosa (COL)        | 43.                    |
| 216                                      | Iván Cobo (ESP)        | 58.                    |
| 217                                      | Diego Uriarte (ESP)    | 115.                   |
| Dyrektor sportowy : Carlos Antón Jiménez |                        |                        |

| Burgos-Burpellet-BH BBH                      | Burgos-Burpellet-BH BBH             | Burgos-Burpellet-BH BBH |
| -------------------------------------------- | ----------------------------------- | ----------------------- |
| Nr                                           | Kolarz                              | Miejsce                 |
| 221                                          | José Luis Faura (ESP)               | DNF-1                   |
| 222                                          | Eric Fagundez (URU)                 | 37.                     |
| 223                                          | José Manuel Díaz (ESP)              | 17.                     |
| 224                                          | Sergio Geovani Chumil (GUA) (szosa) | 38.                     |
| 225                                          | Mario Aparicio (ESP)                | 29.                     |
| 226                                          | Josh Burnett (NZL)                  | 71.                     |
| 227                                          | Carlos García Pierna (ESP)          | 27.                     |
| Dyrektor sportowy : Damien Garcia, Jetse Bol |                                     |                         |

| Euskaltel-Euskadi EUS                         | Euskaltel-Euskadi EUS    | Euskaltel-Euskadi EUS |
| --------------------------------------------- | ------------------------ | --------------------- |
| Nr                                            | Kolarz                   | Miejsce               |
| 231                                           | Jon Aberasturi (ESP)     | DNS-6                 |
| 232                                           | Márton Dina (HUN)        | 114.                  |
| 233                                           | Mikel Bizkarra (ESP)     | 62.                   |
| 234                                           | Jokin Murguialday (ESP)  | 122.                  |
| 235                                           | Jon Agirre (ESP)         | DNF-1                 |
| 236                                           | Danny van der Tuuk (POL) | 117.                  |
| 237                                           | Nicolás Alustiza (ESP)   | 97.                   |
| Dyrektor sportowy : Rubén Pérez, Jorge Azanza |                          |                       |

Legenda: DNF – nie ukończył etapu, OTL – przekroczył limit czasu, DNS – nie wystartował do etapu, DSQ – zdyskwalifikowany. Numer przy skrócie oznacza etap, na którym kolarz opuścił wyścig.

## Wyniki etapów

### Etap 1
| Sant Feliu de Guíxols - Sant Feliu de Guíxols | pagórkowaty | (178,3 km) |

| \| Klasyfikacja etapu \| Klasyfikacja etapu \| Klasyfikacja etapu \| Klasyfikacja etapu \| Klasyfikacja etapu \| \| Kolarz \| Kolarz \| Państwo \| Drużyna \| Czas \| \| ------------------ \| ------------------- \| ------------------ \| -------------------------- \| ------------------ \| \| 1. \| Matthew Brennan \| Wielka Brytania \| Team Visma \\| Lease a Bike \| 4h 25' 17" \| \| 2. \| Kaden Groves \| Australia \| Alpecin-Deceuninck \| + 0" \| \| 3. \| Tibor Del Grosso \| Holandia \| Alpecin-Deceuninck \| + 0" \| \| 4. \| Dorian Godon \| Francja \| Decathlon-AG2R La Mondiale \| + 0" \| \| 5. \| Andrea Vendrame \| Włochy \| Decathlon-AG2R La Mondiale \| + 0" \| \| 6. \| Corbin Strong \| Nowa Zelandia \| Israel-Premier Tech \| + 0" \| \| 7. \| Edward Planckaert \| Belgia \| Alpecin-Deceuninck \| + 0" \| \| 8. \| Mikel Landa \| Hiszpania \| Soudal Quick-Step \| + 0" \| \| 9. \| Lennert Van Eetvelt \| Belgia \| Lotto \| + 0" \| \| 10. \| Laurens De Plus \| Belgia \| Ineos Grenadiers \| + 0" \| |                     |                 |                            |            |
| |                     |                 |                            |            |
| |                     |                 |                            |            |
| Klasyfikacja etapu |                     |                 |                            |            |
| Kolarz | Kolarz              | Państwo         | Drużyna                    | Czas       |
| 1. | Matthew Brennan     | Wielka Brytania | Team Visma \| Lease a Bike | 4h 25' 17" |
| 2. | Kaden Groves        | Australia       | Alpecin-Deceuninck         | + 0"       |
| 3. | Tibor Del Grosso    | Holandia        | Alpecin-Deceuninck         | + 0"       |
| 4. | Dorian Godon        | Francja         | Decathlon-AG2R La Mondiale | + 0"       |
| 5. | Andrea Vendrame     | Włochy          | Decathlon-AG2R La Mondiale | + 0"       |
| 6. | Corbin Strong       | Nowa Zelandia   | Israel-Premier Tech        | + 0"       |
| 7. | Edward Planckaert   | Belgia          | Alpecin-Deceuninck         | + 0"       |
| 8. | Mikel Landa         | Hiszpania       | Soudal Quick-Step          | + 0"       |
| 9. | Lennert Van Eetvelt | Belgia          | Lotto                      | + 0"       |
| 10. | Laurens De Plus     | Belgia          | Ineos Grenadiers           | + 0"       |

| \| Klasyfikacja generalna \| Klasyfikacja generalna \| Klasyfikacja generalna \| Klasyfikacja generalna \| Klasyfikacja generalna \| \| Kolarz \| Kolarz \| Państwo \| Drużyna \| Czas \| \| ---------------------- \| ---------------------- \| ---------------------- \| -------------------------- \| ---------------------- \| \| 1. \| Matthew Brennan \| Wielka Brytania \| Team Visma \\| Lease a Bike \| 4h 25' 07" \| \| 2. \| Kaden Groves \| Australia \| Alpecin-Deceuninck \| + 4" \| \| 3. \| Tibor Del Grosso \| Holandia \| Alpecin-Deceuninck \| + 6" \| \| 4. \| Enric Mas \| Hiszpania \| Movistar Team \| + 7" \| \| 5. \| Primož Roglič \| Słowenia \| Red Bull-Bora-Hansgrohe \| + 9" \| \| 6. \| Dorian Godon \| Francja \| Decathlon-AG2R La Mondiale \| + 10" \| \| 7. \| Andrea Vendrame \| Włochy \| Decathlon-AG2R La Mondiale \| + 10" \| \| 8. \| Corbin Strong \| Nowa Zelandia \| Israel-Premier Tech \| + 10" \| \| 9. \| Edward Planckaert \| Belgia \| Alpecin-Deceuninck \| + 10" \| \| 10. \| Mikel Landa \| Hiszpania \| Soudal Quick-Step \| + 10" \| |                   |                 |                            |            |
| |                   |                 |                            |            |
| |                   |                 |                            |            |
| Klasyfikacja generalna |                   |                 |                            |            |
| Kolarz | Kolarz            | Państwo         | Drużyna                    | Czas       |
| 1. | Matthew Brennan   | Wielka Brytania | Team Visma \| Lease a Bike | 4h 25' 07" |
| 2. | Kaden Groves      | Australia       | Alpecin-Deceuninck         | + 4"       |
| 3. | Tibor Del Grosso  | Holandia        | Alpecin-Deceuninck         | + 6"       |
| 4. | Enric Mas         | Hiszpania       | Movistar Team              | + 7"       |
| 5. | Primož Roglič     | Słowenia        | Red Bull-Bora-Hansgrohe    | + 9"       |
| 6. | Dorian Godon      | Francja         | Decathlon-AG2R La Mondiale | + 10"      |
| 7. | Andrea Vendrame   | Włochy          | Decathlon-AG2R La Mondiale | + 10"      |
| 8. | Corbin Strong     | Nowa Zelandia   | Israel-Premier Tech        | + 10"      |
| 9. | Edward Planckaert | Belgia          | Alpecin-Deceuninck         | + 10"      |
| 10. | Mikel Landa       | Hiszpania       | Soudal Quick-Step          | + 10"      |

### Etap 2
| Banyoles - Figueres | płaski | (177,3 km) |

| \| Klasyfikacja etapu \| Klasyfikacja etapu \| Klasyfikacja etapu \| Klasyfikacja etapu \| Klasyfikacja etapu \| \| Kolarz \| Kolarz \| Państwo \| Drużyna \| Czas \| \| ------------------ \| --------------------- \| ------------------ \| -------------------------- \| ------------------ \| \| 1. \| Ethan Vernon \| Wielka Brytania \| Israel-Premier Tech \| 4h 16' 16" \| \| 2. \| Matthew Brennan \| Wielka Brytania \| Team Visma \\| Lease a Bike \| + 0" \| \| 3. \| Kaden Groves \| Australia \| Alpecin-Deceuninck \| + 0" \| \| 4. \| Axel Laurance \| Francja \| Ineos Grenadiers \| + 0" \| \| 5. \| Pavel Bittner \| Czechy \| Team Picnic-PostNL \| + 0" \| \| 6. \| Dorian Godon \| Francja \| Decathlon-AG2R La Mondiale \| + 0" \| \| 7. \| Marijn van den Berg \| Holandia \| EF Education-EasyPost \| + 0" \| \| 8. \| Stanisław Aniołkowski \| Polska \| Cofidis \| + 0" \| \| 9. \| Dion Smith \| Nowa Zelandia \| Intermarché-Wanty \| + 0" \| \| 10. \| Anders Foldager \| Dania \| Team Jayco AlUla \| + 0" \| |                       |                 |                            |            |
| |                       |                 |                            |            |
| |                       |                 |                            |            |
| Klasyfikacja etapu |                       |                 |                            |            |
| Kolarz | Kolarz                | Państwo         | Drużyna                    | Czas       |
| 1. | Ethan Vernon          | Wielka Brytania | Israel-Premier Tech        | 4h 16' 16" |
| 2. | Matthew Brennan       | Wielka Brytania | Team Visma \| Lease a Bike | + 0"       |
| 3. | Kaden Groves          | Australia       | Alpecin-Deceuninck         | + 0"       |
| 4. | Axel Laurance         | Francja         | Ineos Grenadiers           | + 0"       |
| 5. | Pavel Bittner         | Czechy          | Team Picnic-PostNL         | + 0"       |
| 6. | Dorian Godon          | Francja         | Decathlon-AG2R La Mondiale | + 0"       |
| 7. | Marijn van den Berg   | Holandia        | EF Education-EasyPost      | + 0"       |
| 8. | Stanisław Aniołkowski | Polska          | Cofidis                    | + 0"       |
| 9. | Dion Smith            | Nowa Zelandia   | Intermarché-Wanty          | + 0"       |
| 10. | Anders Foldager       | Dania           | Team Jayco AlUla           | + 0"       |

| \| Klasyfikacja generalna \| Klasyfikacja generalna \| Klasyfikacja generalna \| Klasyfikacja generalna \| Klasyfikacja generalna \| \| Kolarz \| Kolarz \| Państwo \| Drużyna \| Czas \| \| ---------------------- \| ---------------------- \| ---------------------- \| -------------------------- \| ---------------------- \| \| 1. \| Matthew Brennan \| Wielka Brytania \| Team Visma \\| Lease a Bike \| 8h 41' 17" \| \| 2. \| Kaden Groves \| Australia \| Alpecin-Deceuninck \| + 6" \| \| 3. \| Tibor Del Grosso \| Holandia \| Alpecin-Deceuninck \| + 12" \| \| 4. \| Enric Mas \| Hiszpania \| Movistar Team \| + 13" \| \| 5. \| Juan Ayuso \| Hiszpania \| UAE Team Emirates XRG \| + 13" \| \| 6. \| Primož Roglič \| Słowenia \| Red Bull-Bora-Hansgrohe \| + 15" \| \| 7. \| Dorian Godon \| Francja \| Decathlon-AG2R La Mondiale \| + 16" \| \| 8. \| Andrea Vendrame \| Włochy \| Decathlon-AG2R La Mondiale \| + 16" \| \| 9. \| William Junior Lecerf \| Belgia \| Soudal Quick-Step \| + 16" \| \| 10. \| Pavel Bittner \| Czechy \| Team Picnic-PostNL \| + 16" \| |                       |                 |                            |            |
| |                       |                 |                            |            |
| |                       |                 |                            |            |
| Klasyfikacja generalna |                       |                 |                            |            |
| Kolarz | Kolarz                | Państwo         | Drużyna                    | Czas       |
| 1. | Matthew Brennan       | Wielka Brytania | Team Visma \| Lease a Bike | 8h 41' 17" |
| 2. | Kaden Groves          | Australia       | Alpecin-Deceuninck         | + 6"       |
| 3. | Tibor Del Grosso      | Holandia        | Alpecin-Deceuninck         | + 12"      |
| 4. | Enric Mas             | Hiszpania       | Movistar Team              | + 13"      |
| 5. | Juan Ayuso            | Hiszpania       | UAE Team Emirates XRG      | + 13"      |
| 6. | Primož Roglič         | Słowenia        | Red Bull-Bora-Hansgrohe    | + 15"      |
| 7. | Dorian Godon          | Francja         | Decathlon-AG2R La Mondiale | + 16"      |
| 8. | Andrea Vendrame       | Włochy          | Decathlon-AG2R La Mondiale | + 16"      |
| 9. | William Junior Lecerf | Belgia          | Soudal Quick-Step          | + 16"      |
| 10. | Pavel Bittner         | Czechy          | Team Picnic-PostNL         | + 16"      |

### Etap 3
| Viladecans - La Molina | górski | (218,6 km) |

| \| Klasyfikacja etapu \| Klasyfikacja etapu \| Klasyfikacja etapu \| Klasyfikacja etapu \| Klasyfikacja etapu \| \| Kolarz \| Kolarz \| Państwo \| Drużyna \| Czas \| \| ------------------ \| ------------------- \| ------------------ \| ----------------------- \| ------------------ \| \| 1. \| Juan Ayuso \| Hiszpania \| UAE Team Emirates XRG \| 5h 49' 29" \| \| 2. \| Primož Roglič \| Słowenia \| Red Bull-Bora-Hansgrohe \| + 0" \| \| 3. \| Mikel Landa \| Hiszpania \| Soudal Quick-Step \| + 2" \| \| 4. \| Lenny Martinez \| Francja \| Bahrain Victorious \| + 4" \| \| 5. \| Lennert Van Eetvelt \| Belgia \| Lotto \| + 4" \| \| 6. \| Enric Mas \| Hiszpania \| Movistar Team \| + 4" \| \| 7. \| Egan Bernal \| Kolumbia \| Ineos Grenadiers \| + 4" \| \| 8. \| Harold Martín López \| Ekwador \| XDS Astana Team \| + 4" \| \| 9. \| Richard Carapaz \| Ekwador \| EF Education-EasyPost \| + 4" \| \| 10. \| Adam Yates \| Wielka Brytania \| UAE Team Emirates XRG \| + 4" \| |                     |                 |                         |            |
| |                     |                 |                         |            |
| |                     |                 |                         |            |
| Klasyfikacja etapu |                     |                 |                         |            |
| Kolarz | Kolarz              | Państwo         | Drużyna                 | Czas       |
| 1. | Juan Ayuso          | Hiszpania       | UAE Team Emirates XRG   | 5h 49' 29" |
| 2. | Primož Roglič       | Słowenia        | Red Bull-Bora-Hansgrohe | + 0"       |
| 3. | Mikel Landa         | Hiszpania       | Soudal Quick-Step       | + 2"       |
| 4. | Lenny Martinez      | Francja         | Bahrain Victorious      | + 4"       |
| 5. | Lennert Van Eetvelt | Belgia          | Lotto                   | + 4"       |
| 6. | Enric Mas           | Hiszpania       | Movistar Team           | + 4"       |
| 7. | Egan Bernal         | Kolumbia        | Ineos Grenadiers        | + 4"       |
| 8. | Harold Martín López | Ekwador         | XDS Astana Team         | + 4"       |
| 9. | Richard Carapaz     | Ekwador         | EF Education-EasyPost   | + 4"       |
| 10. | Adam Yates          | Wielka Brytania | UAE Team Emirates XRG   | + 4"       |

| \| Klasyfikacja generalna \| Klasyfikacja generalna \| Klasyfikacja generalna \| Klasyfikacja generalna \| Klasyfikacja generalna \| \| Kolarz \| Kolarz \| Państwo \| Drużyna \| Czas \| \| ---------------------- \| ---------------------- \| ---------------------- \| ----------------------- \| ---------------------- \| \| 1. \| Juan Ayuso \| Hiszpania \| UAE Team Emirates XRG \| 14h 30' 49" \| \| 2. \| Primož Roglič \| Słowenia \| Red Bull-Bora-Hansgrohe \| + 6" \| \| 3. \| Mikel Landa \| Hiszpania \| Soudal Quick-Step \| + 11" \| \| 4. \| Enric Mas \| Hiszpania \| Movistar Team \| + 14" \| \| 5. \| William Junior Lecerf \| Belgia \| Soudal Quick-Step \| + 17" \| \| 6. \| Lenny Martinez \| Francja \| Bahrain Victorious \| + 17" \| \| 7. \| Richard Carapaz \| Ekwador \| EF Education-EasyPost \| + 17" \| \| 8. \| Laurens De Plus \| Belgia \| Ineos Grenadiers \| + 17" \| \| 9. \| Lennert Van Eetvelt \| Belgia \| Lotto \| + 17" \| \| 10. \| Egan Bernal \| Kolumbia \| Ineos Grenadiers \| + 17" \| |                       |           |                         |             |
| |                       |           |                         |             |
| |                       |           |                         |             |
| Klasyfikacja generalna |                       |           |                         |             |
| Kolarz | Kolarz                | Państwo   | Drużyna                 | Czas        |
| 1. | Juan Ayuso            | Hiszpania | UAE Team Emirates XRG   | 14h 30' 49" |
| 2. | Primož Roglič         | Słowenia  | Red Bull-Bora-Hansgrohe | + 6"        |
| 3. | Mikel Landa           | Hiszpania | Soudal Quick-Step       | + 11"       |
| 4. | Enric Mas             | Hiszpania | Movistar Team           | + 14"       |
| 5. | William Junior Lecerf | Belgia    | Soudal Quick-Step       | + 17"       |
| 6. | Lenny Martinez        | Francja   | Bahrain Victorious      | + 17"       |
| 7. | Richard Carapaz       | Ekwador   | EF Education-EasyPost   | + 17"       |
| 8. | Laurens De Plus       | Belgia    | Ineos Grenadiers        | + 17"       |
| 9. | Lennert Van Eetvelt   | Belgia    | Lotto                   | + 17"       |
| 10. | Egan Bernal           | Kolumbia  | Ineos Grenadiers        | + 17"       |

### Etap 4
| Sant Vicenç de Castellet - Montserrat | górski | (188,7 km) |

| \| Klasyfikacja etapu \| Klasyfikacja etapu \| Klasyfikacja etapu \| Klasyfikacja etapu \| Klasyfikacja etapu \| \| Kolarz \| Kolarz \| Państwo \| Drużyna \| Czas \| \| ------------------ \| ------------------- \| ------------------ \| -------------------------- \| ------------------ \| \| 1. \| Primož Roglič \| Słowenia \| Red Bull-Bora-Hansgrohe \| 4h 24' 08" \| \| 2. \| Juan Ayuso \| Hiszpania \| UAE Team Emirates XRG \| + 0" \| \| 3. \| Enric Mas \| Hiszpania \| Movistar Team \| + 3" \| \| 4. \| Lenny Martinez \| Francja \| Bahrain Victorious \| + 3" \| \| 5. \| Mikel Landa \| Hiszpania \| Soudal Quick-Step \| + 3" \| \| 6. \| Felix Gall \| Austria \| Decathlon-AG2R La Mondiale \| + 3" \| \| 7. \| Lennert Van Eetvelt \| Belgia \| Lotto \| + 3" \| \| 8. \| Matthew Riccitello \| Stany Zjednoczone \| Israel-Premier Tech \| + 6" \| \| 9. \| Juan Pedro López \| Hiszpania \| Lidl-Trek \| + 21" \| \| 10. \| Giulio Pellizzari \| Włochy \| Red Bull-Bora-Hansgrohe \| + 26" \| |                     |                   |                            |            |
| |                     |                   |                            |            |
| |                     |                   |                            |            |
| Klasyfikacja etapu |                     |                   |                            |            |
| Kolarz | Kolarz              | Państwo           | Drużyna                    | Czas       |
| 1. | Primož Roglič       | Słowenia          | Red Bull-Bora-Hansgrohe    | 4h 24' 08" |
| 2. | Juan Ayuso          | Hiszpania         | UAE Team Emirates XRG      | + 0"       |
| 3. | Enric Mas           | Hiszpania         | Movistar Team              | + 3"       |
| 4. | Lenny Martinez      | Francja           | Bahrain Victorious         | + 3"       |
| 5. | Mikel Landa         | Hiszpania         | Soudal Quick-Step          | + 3"       |
| 6. | Felix Gall          | Austria           | Decathlon-AG2R La Mondiale | + 3"       |
| 7. | Lennert Van Eetvelt | Belgia            | Lotto                      | + 3"       |
| 8. | Matthew Riccitello  | Stany Zjednoczone | Israel-Premier Tech        | + 6"       |
| 9. | Juan Pedro López    | Hiszpania         | Lidl-Trek                  | + 21"      |
| 10. | Giulio Pellizzari   | Włochy            | Red Bull-Bora-Hansgrohe    | + 26"      |

| \| Klasyfikacja generalna \| Klasyfikacja generalna \| Klasyfikacja generalna \| Klasyfikacja generalna \| Klasyfikacja generalna \| \| Kolarz \| Kolarz \| Państwo \| Drużyna \| Czas \| \| ---------------------- \| ---------------------- \| ---------------------- \| ----------------------- \| ---------------------- \| \| 1. \| Primož Roglič \| Słowenia \| Red Bull-Bora-Hansgrohe \| 18h 54' 50" \| \| 2. \| Juan Ayuso \| Hiszpania \| UAE Team Emirates XRG \| + 0" \| \| 3. \| Enric Mas \| Hiszpania \| Movistar Team \| + 20" \| \| 4. \| Mikel Landa \| Hiszpania \| Soudal Quick-Step \| + 21" \| \| 5. \| Lenny Martinez \| Francja \| Bahrain Victorious \| + 27" \| \| 6. \| Lennert Van Eetvelt \| Belgia \| Lotto \| + 27" \| \| 7. \| Matthew Riccitello \| Stany Zjednoczone \| Israel-Premier Tech \| + 45" \| \| 8. \| Harold Martín López \| Ekwador \| XDS Astana Team \| + 55" \| \| 9. \| William Junior Lecerf \| Belgia \| Soudal Quick-Step \| + 58" \| \| 10. \| Laurens De Plus \| Belgia \| Ineos Grenadiers \| + 58" \| |                       |                   |                         |             |
| |                       |                   |                         |             |
| |                       |                   |                         |             |
| Klasyfikacja generalna |                       |                   |                         |             |
| Kolarz | Kolarz                | Państwo           | Drużyna                 | Czas        |
| 1. | Primož Roglič         | Słowenia          | Red Bull-Bora-Hansgrohe | 18h 54' 50" |
| 2. | Juan Ayuso            | Hiszpania         | UAE Team Emirates XRG   | + 0"        |
| 3. | Enric Mas             | Hiszpania         | Movistar Team           | + 20"       |
| 4. | Mikel Landa           | Hiszpania         | Soudal Quick-Step       | + 21"       |
| 5. | Lenny Martinez        | Francja           | Bahrain Victorious      | + 27"       |
| 6. | Lennert Van Eetvelt   | Belgia            | Lotto                   | + 27"       |
| 7. | Matthew Riccitello    | Stany Zjednoczone | Israel-Premier Tech     | + 45"       |
| 8. | Harold Martín López   | Ekwador           | XDS Astana Team         | + 55"       |
| 9. | William Junior Lecerf | Belgia            | Soudal Quick-Step       | + 58"       |
| 10. | Laurens De Plus       | Belgia            | Ineos Grenadiers        | + 58"       |

### Etap 5
| Paüls - Amposta | płaski | (172 km) |

| \| Klasyfikacja etapu \| Klasyfikacja etapu \| Klasyfikacja etapu \| Klasyfikacja etapu \| Klasyfikacja etapu \| \| Kolarz \| Kolarz \| Państwo \| Drużyna \| Czas \| \| ------------------ \| ------------------- \| ------------------ \| -------------------------- \| ------------------ \| \| 1. \| Matthew Brennan \| Wielka Brytania \| Team Visma \\| Lease a Bike \| 3h 28' 14" \| \| 2. \| Tibor Del Grosso \| Holandia \| Alpecin-Deceuninck \| + 0" \| \| 3. \| Pavel Bittner \| Czechy \| Team Picnic-PostNL \| + 0" \| \| 4. \| Marijn van den Berg \| Holandia \| EF Education-EasyPost \| + 0" \| \| 5. \| Corbin Strong \| Nowa Zelandia \| Israel-Premier Tech \| + 0" \| \| 6. \| Axel Laurance \| Francja \| Ineos Grenadiers \| + 0" \| \| 7. \| Dorian Godon \| Francja \| Decathlon-AG2R La Mondiale \| + 0" \| \| 8. \| Nico Denz \| Niemcy \| Red Bull-Bora-Hansgrohe \| + 0" \| \| 9. \| Eric Fagundez \| Urugwaj \| Burgos-Burpellet-BH \| + 0" \| \| 10. \| Juan Ayuso \| Hiszpania \| UAE Team Emirates XRG \| + 0" \| |                     |                 |                            |            |
| |                     |                 |                            |            |
| |                     |                 |                            |            |
| Klasyfikacja etapu |                     |                 |                            |            |
| Kolarz | Kolarz              | Państwo         | Drużyna                    | Czas       |
| 1. | Matthew Brennan     | Wielka Brytania | Team Visma \| Lease a Bike | 3h 28' 14" |
| 2. | Tibor Del Grosso    | Holandia        | Alpecin-Deceuninck         | + 0"       |
| 3. | Pavel Bittner       | Czechy          | Team Picnic-PostNL         | + 0"       |
| 4. | Marijn van den Berg | Holandia        | EF Education-EasyPost      | + 0"       |
| 5. | Corbin Strong       | Nowa Zelandia   | Israel-Premier Tech        | + 0"       |
| 6. | Axel Laurance       | Francja         | Ineos Grenadiers           | + 0"       |
| 7. | Dorian Godon        | Francja         | Decathlon-AG2R La Mondiale | + 0"       |
| 8. | Nico Denz           | Niemcy          | Red Bull-Bora-Hansgrohe    | + 0"       |
| 9. | Eric Fagundez       | Urugwaj         | Burgos-Burpellet-BH        | + 0"       |
| 10. | Juan Ayuso          | Hiszpania       | UAE Team Emirates XRG      | + 0"       |

| \| Klasyfikacja generalna \| Klasyfikacja generalna \| Klasyfikacja generalna \| Klasyfikacja generalna \| Klasyfikacja generalna \| \| Kolarz \| Kolarz \| Państwo \| Drużyna \| Czas \| \| ---------------------- \| ---------------------- \| ---------------------- \| -------------------------- \| ---------------------- \| \| 1. \| Juan Ayuso \| Hiszpania \| UAE Team Emirates XRG \| 22h 23' 03" \| \| 2. \| Primož Roglič \| Słowenia \| Red Bull-Bora-Hansgrohe \| + 1" \| \| 3. \| Enric Mas \| Hiszpania \| Movistar Team \| + 21" \| \| 4. \| Mikel Landa \| Hiszpania \| Soudal Quick-Step \| + 22" \| \| 5. \| Lenny Martinez \| Francja \| Bahrain Victorious \| + 28" \| \| 6. \| Laurens De Plus \| Belgia \| Ineos Grenadiers \| + 59" \| \| 7. \| Egan Bernal \| Kolumbia \| Ineos Grenadiers \| + 59" \| \| 8. \| Lennert Van Eetvelt \| Belgia \| Lotto \| + 1' 10" \| \| 9. \| Simon Yates \| Wielka Brytania \| Team Visma \\| Lease a Bike \| + 1' 14" \| \| 10. \| Richard Carapaz \| Ekwador \| EF Education-EasyPost \| + 1' 27" \| |                     |                 |                            |             |
| |                     |                 |                            |             |
| |                     |                 |                            |             |
| Klasyfikacja generalna |                     |                 |                            |             |
| Kolarz | Kolarz              | Państwo         | Drużyna                    | Czas        |
| 1. | Juan Ayuso          | Hiszpania       | UAE Team Emirates XRG      | 22h 23' 03" |
| 2. | Primož Roglič       | Słowenia        | Red Bull-Bora-Hansgrohe    | + 1"        |
| 3. | Enric Mas           | Hiszpania       | Movistar Team              | + 21"       |
| 4. | Mikel Landa         | Hiszpania       | Soudal Quick-Step          | + 22"       |
| 5. | Lenny Martinez      | Francja         | Bahrain Victorious         | + 28"       |
| 6. | Laurens De Plus     | Belgia          | Ineos Grenadiers           | + 59"       |
| 7. | Egan Bernal         | Kolumbia        | Ineos Grenadiers           | + 59"       |
| 8. | Lennert Van Eetvelt | Belgia          | Lotto                      | + 1' 10"    |
| 9. | Simon Yates         | Wielka Brytania | Team Visma \| Lease a Bike | + 1' 14"    |
| 10. | Richard Carapaz     | Ekwador         | EF Education-EasyPost      | + 1' 27"    |

### Etap 6
| Berga - Berga | płaski | (72 km) |

| \| Klasyfikacja etapu \| Klasyfikacja etapu \| Klasyfikacja etapu \| Klasyfikacja etapu \| Klasyfikacja etapu \| \| Kolarz \| Kolarz \| Państwo \| Drużyna \| Czas \| \| ------------------ \| ------------------- \| ------------------ \| -------------------------- \| ------------------ \| \| 1. \| Quinn Simmons \| Stany Zjednoczone \| Lidl-Trek \| 25' 04" \| \| 2. \| Pavel Bittner \| Czechy \| Team Picnic-PostNL \| + 0" \| \| 3. \| Anders Foldager \| Dania \| Team Jayco AlUla \| + 0" \| \| 4. \| Lennert Van Eetvelt \| Belgia \| Lotto \| + 0" \| \| 5. \| Ethan Vernon \| Wielka Brytania \| Israel-Premier Tech \| + 0" \| \| 6. \| Andrea Vendrame \| Włochy \| Decathlon-AG2R La Mondiale \| + 0" \| \| 7. \| Dorian Godon \| Francja \| Decathlon-AG2R La Mondiale \| + 0" \| \| 8. \| Axel Laurance \| Francja \| Ineos Grenadiers \| + 0" \| \| 9. \| Pau Miquel \| Hiszpania \| Equipo Kern Pharma \| + 0" \| \| 10. \| Harold Martín López \| Ekwador \| XDS Astana Team \| + 0" \| |                     |                   |                            |         |
| |                     |                   |                            |         |
| |                     |                   |                            |         |
| Klasyfikacja etapu |                     |                   |                            |         |
| Kolarz | Kolarz              | Państwo           | Drużyna                    | Czas    |
| 1. | Quinn Simmons       | Stany Zjednoczone | Lidl-Trek                  | 25' 04" |
| 2. | Pavel Bittner       | Czechy            | Team Picnic-PostNL         | + 0"    |
| 3. | Anders Foldager     | Dania             | Team Jayco AlUla           | + 0"    |
| 4. | Lennert Van Eetvelt | Belgia            | Lotto                      | + 0"    |
| 5. | Ethan Vernon        | Wielka Brytania   | Israel-Premier Tech        | + 0"    |
| 6. | Andrea Vendrame     | Włochy            | Decathlon-AG2R La Mondiale | + 0"    |
| 7. | Dorian Godon        | Francja           | Decathlon-AG2R La Mondiale | + 0"    |
| 8. | Axel Laurance       | Francja           | Ineos Grenadiers           | + 0"    |
| 9. | Pau Miquel          | Hiszpania         | Equipo Kern Pharma         | + 0"    |
| 10. | Harold Martín López | Ekwador           | XDS Astana Team            | + 0"    |

| \| Klasyfikacja generalna \| Klasyfikacja generalna \| Klasyfikacja generalna \| Klasyfikacja generalna \| Klasyfikacja generalna \| \| Kolarz \| Kolarz \| Państwo \| Drużyna \| Czas \| \| ---------------------- \| ---------------------- \| ---------------------- \| -------------------------- \| ---------------------- \| \| 1. \| Juan Ayuso \| Hiszpania \| UAE Team Emirates XRG \| 22h 48' 07" \| \| 2. \| Primož Roglič \| Słowenia \| Red Bull-Bora-Hansgrohe \| + 1" \| \| 3. \| Enric Mas \| Hiszpania \| Movistar Team \| + 21" \| \| 4. \| Mikel Landa \| Hiszpania \| Soudal Quick-Step \| + 22" \| \| 5. \| Lenny Martinez \| Francja \| Bahrain Victorious \| + 28" \| \| 6. \| Laurens De Plus \| Belgia \| Ineos Grenadiers \| + 59" \| \| 7. \| Egan Bernal \| Kolumbia \| Ineos Grenadiers \| + 59" \| \| 8. \| Lennert Van Eetvelt \| Belgia \| Lotto \| + 1' 10" \| \| 9. \| Simon Yates \| Wielka Brytania \| Team Visma \\| Lease a Bike \| + 1' 14" \| \| 10. \| Richard Carapaz \| Ekwador \| EF Education-EasyPost \| + 1' 27" \| |                     |                 |                            |             |
| |                     |                 |                            |             |
| |                     |                 |                            |             |
| Klasyfikacja generalna |                     |                 |                            |             |
| Kolarz | Kolarz              | Państwo         | Drużyna                    | Czas        |
| 1. | Juan Ayuso          | Hiszpania       | UAE Team Emirates XRG      | 22h 48' 07" |
| 2. | Primož Roglič       | Słowenia        | Red Bull-Bora-Hansgrohe    | + 1"        |
| 3. | Enric Mas           | Hiszpania       | Movistar Team              | + 21"       |
| 4. | Mikel Landa         | Hiszpania       | Soudal Quick-Step          | + 22"       |
| 5. | Lenny Martinez      | Francja         | Bahrain Victorious         | + 28"       |
| 6. | Laurens De Plus     | Belgia          | Ineos Grenadiers           | + 59"       |
| 7. | Egan Bernal         | Kolumbia        | Ineos Grenadiers           | + 59"       |
| 8. | Lennert Van Eetvelt | Belgia          | Lotto                      | + 1' 10"    |
| 9. | Simon Yates         | Wielka Brytania | Team Visma \| Lease a Bike | + 1' 14"    |
| 10. | Richard Carapaz     | Ekwador         | EF Education-EasyPost      | + 1' 27"    |

### Etap 7
| Barcelona - Barcelona | pagórkowaty | (88,2 km) |

| \| Klasyfikacja etapu \| Klasyfikacja etapu \| Klasyfikacja etapu \| Klasyfikacja etapu \| Klasyfikacja etapu \| \| Kolarz \| Kolarz \| Państwo \| Drużyna \| Czas \| \| ------------------ \| ------------------- \| ------------------ \| -------------------------- \| ------------------ \| \| 1. \| Primož Roglič \| Słowenia \| Red Bull-Bora-Hansgrohe \| 1h 58' 27" \| \| 2. \| Laurens De Plus \| Belgia \| Ineos Grenadiers \| + 14" \| \| 3. \| Lennert Van Eetvelt \| Belgia \| Lotto \| + 14" \| \| 4. \| Dorian Godon \| Francja \| Decathlon-AG2R La Mondiale \| + 19" \| \| 5. \| Sylvain Moniquet \| Belgia \| Cofidis \| + 19" \| \| 6. \| Lorenzo Fortunato \| Włochy \| XDS Astana Team \| + 19" \| \| 7. \| Corbin Strong \| Nowa Zelandia \| Israel-Premier Tech \| + 19" \| \| 8. \| Simon Yates \| Wielka Brytania \| Team Visma \\| Lease a Bike \| + 19" \| \| 9. \| Axel Laurance \| Francja \| Ineos Grenadiers \| + 19" \| \| 10. \| Rudy Molard \| Francja \| Groupama-FDJ \| + 19" \| |                     |                 |                            |            |
| |                     |                 |                            |            |
| |                     |                 |                            |            |
| Klasyfikacja etapu |                     |                 |                            |            |
| Kolarz | Kolarz              | Państwo         | Drużyna                    | Czas       |
| 1. | Primož Roglič       | Słowenia        | Red Bull-Bora-Hansgrohe    | 1h 58' 27" |
| 2. | Laurens De Plus     | Belgia          | Ineos Grenadiers           | + 14"      |
| 3. | Lennert Van Eetvelt | Belgia          | Lotto                      | + 14"      |
| 4. | Dorian Godon        | Francja         | Decathlon-AG2R La Mondiale | + 19"      |
| 5. | Sylvain Moniquet    | Belgia          | Cofidis                    | + 19"      |
| 6. | Lorenzo Fortunato   | Włochy          | XDS Astana Team            | + 19"      |
| 7. | Corbin Strong       | Nowa Zelandia   | Israel-Premier Tech        | + 19"      |
| 8. | Simon Yates         | Wielka Brytania | Team Visma \| Lease a Bike | + 19"      |
| 9. | Axel Laurance       | Francja         | Ineos Grenadiers           | + 19"      |
| 10. | Rudy Molard         | Francja         | Groupama-FDJ               | + 19"      |

## Klasyfikacje

### Klasyfikacja generalna
| \| Klasyfikacja generalna \| Klasyfikacja generalna \| Klasyfikacja generalna \| Klasyfikacja generalna \| Klasyfikacja generalna \| \| Kolarz \| Kolarz \| Państwo \| Drużyna \| Czas \| \| ---------------------- \| ---------------------- \| ---------------------- \| -------------------------- \| ---------------------- \| \| 1. \| Primož Roglič \| Słowenia \| Red Bull-Bora-Hansgrohe \| 24h 46' 21" \| \| 2. \| Juan Ayuso \| Hiszpania \| UAE Team Emirates XRG \| + 28" \| \| 3. \| Enric Mas \| Hiszpania \| Movistar Team \| + 53" \| \| 4. \| Mikel Landa \| Hiszpania \| Soudal Quick-Step \| + 54" \| \| 5. \| Lenny Martinez \| Francja \| Bahrain Victorious \| + 1' 00" \| \| 6. \| Laurens De Plus \| Belgia \| Ineos Grenadiers \| + 1' 20" \| \| 7. \| Egan Bernal \| Kolumbia \| Ineos Grenadiers \| + 1' 31" \| \| 8. \| Lennert Van Eetvelt \| Belgia \| Lotto \| + 1' 33" \| \| 9. \| Simon Yates \| Wielka Brytania \| Team Visma \\| Lease a Bike \| + 1' 46" \| \| 10. \| Richard Carapaz \| Ekwador \| EF Education-EasyPost \| + 1' 59" \| |                     |                 |                            |             |
| |                     |                 |                            |             |
| |                     |                 |                            |             |
| Klasyfikacja generalna |                     |                 |                            |             |
| Kolarz | Kolarz              | Państwo         | Drużyna                    | Czas        |
| 1. | Primož Roglič       | Słowenia        | Red Bull-Bora-Hansgrohe    | 24h 46' 21" |
| 2. | Juan Ayuso          | Hiszpania       | UAE Team Emirates XRG      | + 28"       |
| 3. | Enric Mas           | Hiszpania       | Movistar Team              | + 53"       |
| 4. | Mikel Landa         | Hiszpania       | Soudal Quick-Step          | + 54"       |
| 5. | Lenny Martinez      | Francja         | Bahrain Victorious         | + 1' 00"    |
| 6. | Laurens De Plus     | Belgia          | Ineos Grenadiers           | + 1' 20"    |
| 7. | Egan Bernal         | Kolumbia        | Ineos Grenadiers           | + 1' 31"    |
| 8. | Lennert Van Eetvelt | Belgia          | Lotto                      | + 1' 33"    |
| 9. | Simon Yates         | Wielka Brytania | Team Visma \| Lease a Bike | + 1' 46"    |
| 10. | Richard Carapaz     | Ekwador         | EF Education-EasyPost      | + 1' 59"    |

| Klasyfikacja punktowa | Klasyfikacja punktowa | Klasyfikacja punktowa | Klasyfikacja punktowa   | Klasyfikacja punktowa |
| Kolarz                | Kolarz                | Państwo               | Drużyna                 | Punkty                |
| --------------------- | --------------------- | --------------------- | ----------------------- | --------------------- |
| 1.                    | Primož Roglič         | Słowenia              | Red Bull-Bora-Hansgrohe | 34 pkt                |
| 2.                    | Juan Ayuso            | Hiszpania             | UAE Team Emirates XRG   | 25 pkt                |
| 3.                    | Quinn Simmons         | Stany Zjednoczone     | Lidl-Trek               | 10 pkt                |
| 4.                    | Ethan Vernon          | Wielka Brytania       | Israel-Premier Tech     | 10 pkt                |
| 5.                    | Pavel Bittner         | Czechy                | Team Picnic-PostNL      | 10 pkt                |
| 6.                    | Diego Uriarte         | Hiszpania             | Equipo Kern Pharma      | 8 pkt                 |
| 7.                    | Enric Mas             | Hiszpania             | Movistar Team           | 7 pkt                 |
| 8.                    | Mats Wenzel           | Luksemburg            | Equipo Kern Pharma      | 6 pkt                 |
| 9.                    | Jan Castellon         | Hiszpania             | Caja Rural-Seguros RGA  | 6 pkt                 |
| 10.                   | Laurens De Plus       | Belgia                | Ineos Grenadiers        | 6 pkt                 |

| Klasyfikacja punktowa | Klasyfikacja punktowa | Klasyfikacja punktowa | Klasyfikacja punktowa   | Klasyfikacja punktowa |
| Kolarz                | Kolarz                | Państwo               | Drużyna                 | Punkty                |
| --------------------- | --------------------- | --------------------- | ----------------------- | --------------------- |
| 1.                    | Primož Roglič         | Słowenia              | Red Bull-Bora-Hansgrohe | 34 pkt                |
| 2.                    | Juan Ayuso            | Hiszpania             | UAE Team Emirates XRG   | 25 pkt                |
| 3.                    | Quinn Simmons         | Stany Zjednoczone     | Lidl-Trek               | 10 pkt                |
| 4.                    | Ethan Vernon          | Wielka Brytania       | Israel-Premier Tech     | 10 pkt                |
| 5.                    | Pavel Bittner         | Czechy                | Team Picnic-PostNL      | 10 pkt                |
| 6.                    | Diego Uriarte         | Hiszpania             | Equipo Kern Pharma      | 8 pkt                 |
| 7.                    | Enric Mas             | Hiszpania             | Movistar Team           | 7 pkt                 |
| 8.                    | Mats Wenzel           | Luksemburg            | Equipo Kern Pharma      | 6 pkt                 |
| 9.                    | Jan Castellon         | Hiszpania             | Caja Rural-Seguros RGA  | 6 pkt                 |
| 10.                   | Laurens De Plus       | Belgia                | Ineos Grenadiers        | 6 pkt                 |

| Klasyfikacja górska | Klasyfikacja górska | Klasyfikacja górska | Klasyfikacja górska        | Klasyfikacja górska |
| Kolarz              | Kolarz              | Państwo             | Drużyna                    | Punkty              |
| ------------------- | ------------------- | ------------------- | -------------------------- | ------------------- |
| 1.                  | Primož Roglič       | Słowenia            | Red Bull-Bora-Hansgrohe    | 36 pkt              |
| 2.                  | Mats Wenzel         | Luksemburg          | Equipo Kern Pharma         | 36 pkt              |
| 3.                  | Bruno Armirail      | Francja             | Decathlon-AG2R La Mondiale | 33 pkt              |
| 4.                  | Juan Ayuso          | Hiszpania           | UAE Team Emirates XRG      | 22 pkt              |
| 5.                  | Alex Molenaar       | Holandia            | Caja Rural-Seguros RGA     | 18 pkt              |
| 6.                  | Danny van der Tuuk  | Polska              | Euskaltel-Euskadi          | 16 pkt              |
| 7.                  | Lorenzo Germani     | Włochy              | Groupama-FDJ               | 16 pkt              |
| 8.                  | Mario Aparicio      | Hiszpania           | Burgos-Burpellet-BH        | 12 pkt              |
| 9.                  | Pablo Torres        | Hiszpania           | UAE Team Emirates XRG      | 12 pkt              |
| 10.                 | Enric Mas           | Hiszpania           | Movistar Team              | 9 pkt               |

| Klasyfikacja górska | Klasyfikacja górska | Klasyfikacja górska | Klasyfikacja górska        | Klasyfikacja górska |
| Kolarz              | Kolarz              | Państwo             | Drużyna                    | Punkty              |
| ------------------- | ------------------- | ------------------- | -------------------------- | ------------------- |
| 1.                  | Primož Roglič       | Słowenia            | Red Bull-Bora-Hansgrohe    | 36 pkt              |
| 2.                  | Mats Wenzel         | Luksemburg          | Equipo Kern Pharma         | 36 pkt              |
| 3.                  | Bruno Armirail      | Francja             | Decathlon-AG2R La Mondiale | 33 pkt              |
| 4.                  | Juan Ayuso          | Hiszpania           | UAE Team Emirates XRG      | 22 pkt              |
| 5.                  | Alex Molenaar       | Holandia            | Caja Rural-Seguros RGA     | 18 pkt              |
| 6.                  | Danny van der Tuuk  | Polska              | Euskaltel-Euskadi          | 16 pkt              |
| 7.                  | Lorenzo Germani     | Włochy              | Groupama-FDJ               | 16 pkt              |
| 8.                  | Mario Aparicio      | Hiszpania           | Burgos-Burpellet-BH        | 12 pkt              |
| 9.                  | Pablo Torres        | Hiszpania           | UAE Team Emirates XRG      | 12 pkt              |
| 10.                 | Enric Mas           | Hiszpania           | Movistar Team              | 9 pkt               |

| Klasyfikacja młodzieżowa | Klasyfikacja młodzieżowa | Klasyfikacja młodzieżowa | Klasyfikacja młodzieżowa | Klasyfikacja młodzieżowa |
| Kolarz                   | Kolarz                   | Państwo                  | Drużyna                  | Czas                     |
| ------------------------ | ------------------------ | ------------------------ | ------------------------ | ------------------------ |
| 1.                       | Juan Ayuso               | Hiszpania                | UAE Team Emirates XRG    | 24h 46' 49"              |
| 2.                       | Lenny Martinez           | Francja                  | Bahrain Victorious       | + 32"                    |
| 3.                       | Matthew Riccitello       | Stany Zjednoczone        | Israel-Premier Tech      | + 1' 32"                 |
| 4.                       | William Junior Lecerf    | Belgia                   | Soudal Quick-Step        | + 1' 45"                 |
| 5.                       | Giulio Pellizzari        | Włochy                   | Red Bull-Bora-Hansgrohe  | + 1' 52"                 |
| 6.                       | Pablo Torres             | Hiszpania                | UAE Team Emirates XRG    | + 7' 38"                 |
| 7.                       | Jaume Guardeño           | Hiszpania                | Caja Rural-Seguros RGA   | + 9' 51"                 |
| 8.                       | Brieuc Rolland           | Francja                  | Groupama-FDJ             | + 11' 01"                |
| 9.                       | Embret Svestad-Bårdseng  | Norwegia                 | Arkéa-B&B Hotels         | + 12' 06"                |
| 10.                      | Gianmarco Garofoli       | Włochy                   | Soudal Quick-Step        | + 19' 23"                |

| Klasyfikacja młodzieżowa | Klasyfikacja młodzieżowa | Klasyfikacja młodzieżowa | Klasyfikacja młodzieżowa | Klasyfikacja młodzieżowa |
| Kolarz                   | Kolarz                   | Państwo                  | Drużyna                  | Czas                     |
| ------------------------ | ------------------------ | ------------------------ | ------------------------ | ------------------------ |
| 1.                       | Juan Ayuso               | Hiszpania                | UAE Team Emirates XRG    | 24h 46' 49"              |
| 2.                       | Lenny Martinez           | Francja                  | Bahrain Victorious       | + 32"                    |
| 3.                       | Matthew Riccitello       | Stany Zjednoczone        | Israel-Premier Tech      | + 1' 32"                 |
| 4.                       | William Junior Lecerf    | Belgia                   | Soudal Quick-Step        | + 1' 45"                 |
| 5.                       | Giulio Pellizzari        | Włochy                   | Red Bull-Bora-Hansgrohe  | + 1' 52"                 |
| 6.                       | Pablo Torres             | Hiszpania                | UAE Team Emirates XRG    | + 7' 38"                 |
| 7.                       | Jaume Guardeño           | Hiszpania                | Caja Rural-Seguros RGA   | + 9' 51"                 |
| 8.                       | Brieuc Rolland           | Francja                  | Groupama-FDJ             | + 11' 01"                |
| 9.                       | Embret Svestad-Bårdseng  | Norwegia                 | Arkéa-B&B Hotels         | + 12' 06"                |
| 10.                      | Gianmarco Garofoli       | Włochy                   | Soudal Quick-Step        | + 19' 23"                |

| Klasyfikacja drużynowa | Klasyfikacja drużynowa     | Klasyfikacja drużynowa       | Klasyfikacja drużynowa |
| Drużyna                | Drużyna                    | Państwo                      | Czas                   |
| ---------------------- | -------------------------- | ---------------------------- | ---------------------- |
| 1.                     | Team Visma \| Lease a Bike | Holandia                     | 74h 26' 13"            |
| 2.                     | XDS Astana Team            | Kazachstan                   | + 48"                  |
| 3.                     | Red Bull-BORA-hansgrohe    | Niemcy                       | + 1' 58"               |
| 4.                     | Ineos Grenadiers           | Wielka Brytania              | + 3' 47"               |
| 5.                     | UAE Team Emirates XRG      | Zjednoczone Emiraty Arabskie | + 5' 38"               |

| Klasyfikacja drużynowa | Klasyfikacja drużynowa     | Klasyfikacja drużynowa       | Klasyfikacja drużynowa |
| Drużyna                | Drużyna                    | Państwo                      | Czas                   |
| ---------------------- | -------------------------- | ---------------------------- | ---------------------- |
| 1.                     | Team Visma \| Lease a Bike | Holandia                     | 74h 26' 13"            |
| 2.                     | XDS Astana Team            | Kazachstan                   | + 48"                  |
| 3.                     | Red Bull-BORA-hansgrohe    | Niemcy                       | + 1' 58"               |
| 4.                     | Ineos Grenadiers           | Wielka Brytania              | + 3' 47"               |
| 5.                     | UAE Team Emirates XRG      | Zjednoczone Emiraty Arabskie | + 5' 38"               |

### Liderzy klasyfikacji
| Etap   |             | Pierwsze miejsce _ | Klasyfikacja generalna | Punktowa        | Górska             | Młodzieżowa     | Najaktywniejszych | Drużynowa                  |
| ------ | ----------- | ------------------ | ---------------------- | --------------- | ------------------ | --------------- | ----------------- | -------------------------- |
| 1      | pagórkowaty | Matthew Brennan    | Matthew Brennan        | Matthew Brennan | Danny van der Tuuk | Matthew Brennan | Jan Castellon     | Alpecin-Deceuninck         |
| 2      | płaski      | Ethan Vernon       | Matthew Brennan        | Matthew Brennan | Danny van der Tuuk | Matthew Brennan | Diego Uriarte     | Alpecin-Deceuninck         |
| 3      | górski      | Juan Ayuso         | Juan Ayuso             | Matthew Brennan | Bruno Armirail     | Juan Ayuso      | Alex Molenaar     | UAE Team Emirates XRG      |
| 4      | górski      | Primož Roglič      | Primož Roglič          | Primož Roglič   | Bruno Armirail     | Juan Ayuso      | Eric Fagundez     | XDS Astana Team            |
| 5      | płaski      | Matthew Brennan    | Juan Ayuso             | Matthew Brennan | Bruno Armirail     | Juan Ayuso      | Jokin Murguialday | Team Visma \| Lease a Bike |
| 6      | płaski      | Quinn Simmons      | Juan Ayuso             | Juan Ayuso      | Bruno Armirail     | Juan Ayuso      | Carlos Verona     | Team Visma \| Lease a Bike |
| 7      | pagórkowaty | Primož Roglič      | Primož Roglič          | Primož Roglič   | Primož Roglič      | Juan Ayuso      | Mats Wenzel       | Team Visma \| Lease a Bike |
| Koniec | Koniec      |                    | Primož Roglič          | Primož Roglič   | Primož Roglič      | Juan Ayuso      | brak danych       | Team Visma \| Lease a Bike |